# Slumberland (filme)
Slumberland (bra: Terra dos Sonhos; prt: Slumberland: O Reino dos Sonhos) é um filme americano de aventura e fantasia de 2022 dirigido por Francis Lawrence e escrito por David Guion e Michael Handelman. Baseado na história em quadrinhos Little Nemo in Slumberland de Winsor McCay, o filme é estrelado por Jason Momoa, Chris O'Dowd, Kyle Chandler, Weruche Opia e apresenta Marlow Barkley em sua estreia no cinema como Nemo. Conta a história de uma jovem que vai morar com seu tio depois que seu pai se perde no mar e entra em Slumberland, onde faz amizade com um personagem renegado que está envolvido em uma trama para chegar ao Mar dos Pesadelos e obter uma pérola especial que pode ter o poder de reuni-la com seu pai.
Slumberland foi lançado em 18 de novembro de 2022, pela Netflix. Recebeu críticas geralmente mistas dos críticos.

## Sinopse
Nemo é uma jovem que mora em um farol com seu pai viúvo, Peter, um faroleiro. Peter conta a ela histórias malucas antes de dormir sobre suas aventuras com Flip, seu parceiro dos velhos tempos, quando eles eram bandidos.
Uma noite, durante uma tempestade, Peter sai para ajudar um barco em dificuldades. Nemo é posteriormente visitado pela amiga da família, Carla, que informa que Pedro se perdeu no mar. Com Nemo arrasado com a notícia, Carla convence o tio afastado de Nemo, Philip, a acolhê-la antes que ela se torne sob a tutela do estado. Ao contrário de seu irmão Peter, Philip é um vendedor de maçanetas que leva uma vida solitária, chata e monótona. Nemo se muda para a cidade com Philip e os dois têm dificuldade de se adaptar. Quando matriculada em uma escola local, ela luta para se adaptar ao conhecer a conselheira escolar, Sra. Arya, e um aluno chamado Jamal.
Uma noite, ela acorda quando seu porquinho de pelúcia (Porco) ganha vida. Na verdade, ela ainda está dormindo e em Slumberland, o mundo entre os sonhos. Aqui, ela conhece Flip, aprendendo que ele é real e não simplesmente um personagem que seu pai inventou. Um fora-da-lei teimoso e sem escrúpulos, Flip está à procura de um mapa que o levará a pérolas mágicas que realizam desejos.
Nemo encontra o mapa no mundo desperto e o leva de volta para Slumberland dormindo durante as aulas. Flip, a contragosto, permite que ela se junte a ele para pegar as pérolas, para que ela possa desejar que seu pai esteja em seus sonhos. Nemo descobre que Flip se recusou a acordar por tanto tempo que não se lembra mais de quem ele é no mundo real. Ele usa o mapa como um guia através dos sonhos de várias pessoas para chegar ao Mar dos Pesadelos, onde estão as pérolas. Eles são atacados pelo pesadelo de Nemo, uma nuvem de fumaça que lembra um kraken. Flip é posteriormente preso pelo Agente Green do Bureau of Subconscious Activities (BoSA) por se intrometer nos sonhos das pessoas.
No mundo real, Philip mostra a Nemo uma velha fita de vídeo dele e Peter brincando juntos quando crianças. Nemo percebe que Flip é o alter ego dos sonhos de Philip. Como Flip ainda não acordou, Philip perdeu essa parte de sua personalidade e se tornou o oposto de Flip: dócil e pouco aventureiro. Nemo retorna a Slumberland para resgatar Flip. No Mar dos Pesadelos, ela revela quem ele realmente é. A verdade sobre sua chata vida real o perturba e Flip decide nunca mais acordar. Nemo é acordado pela Sra. Arya, que liga para Philip para falar sobre seu progresso na escola. Este evento leva a uma discussão entre ela e Philip.
Nemo foge de casa e navega em meio a uma tempestade de volta ao farol. Ela bate a cabeça e desmaia no barco, mandando-a de volta para Slumberland. No Mar dos Pesadelos, ela adquire uma pérola dos desejos. Flip a salva do pesadelo do Kraken, pois no mundo real ela cai na água, inconsciente. Filipe arranja um barco salva-vidas capitaneado por Carla e segue em direção ao farol, apavorado com a tempestade. Quando o pesadelo atinge Flip, Nemo usa seu desejo para forçar Flip a acordar. No mundo real, Philip fica encorajado e mergulha na água para resgatar Nemo.
Em Slumberland, Green elogia Nemo por usar seu desejo de salvar Flip, dizendo que Nemo finalmente encontrou algo mais importante do que o que ela perdeu. Green revela que Pig realmente engoliu duas pérolas, permitindo que Nemo desejasse ver seu pai novamente. Peter aparece e os dois passam um tempo juntos antes que ele diga a ela que a vida a espera no mundo real e ela não pode ficar. Nemo se despede do pai e acorda, onde Phillip a abraça, agora incorporado à personalidade de Flip.
Nemo começa a melhorar sua vida no mundo desperto, fazendo amigos na escola e reparando seu relacionamento com o tio enquanto eles utilizam um dos barcos de Peter para navegar.

## Elenco
- Marlow Barkley como Nemo, uma jovem que sonha com Slumberland. O personagem é um menino dos quadrinhos dos anos 1900.[5]
  - Abigail White trabalha como dublê de Nemo.
- Jason Momoa como Flip, um vigarista com dentes afiados e orelhas e chifres de cabra que se torna companheiro de Nemo e ex-amigo do pai de Nemo, Peter. O personagem é um palhaço dos quadrinhos dos anos 1900.[5]
- Chris O'Dowd como Philip, tio de Nemo que trabalha como vendedor de maçanetas. Ele é a contraparte do mundo desperto de Flip.
  - Cameron Nicoll como o jovem Phillip
- Kyle Chandler como Peter, pai de Nemo e ex-faroleiro que se perde no mar.
  - Antonio Rane Pastore como o jovem Peter.
- Weruche Opia como Agente Green, um agente do Bureau of Subconscious Activities que Flip tem evitado.
- India de Beaufort como a Ms. Arya, a conselheira escolar da escola de Nemo.
- Chris D'Silva como Jamal, amigo de escola de Nemo.
- Yanna McIntosh como Carla, amiga da família de Peter e Nemo.
- Izaak Smith como um canadense que sonha em montar um ganso canadense gigante
- Michael Blake como um contador cujos sonhos o deixam com mais cabelo
- Humberly González como Graciela, uma freira que sonha em ser dançarina de salsa.
- Ava Cheung como Ho-Sook
- Leslie Adlam como Agente Brown, um agente do Bureau of Subconscious Activities.
- Jamillah Ross como Agente Orange, uma agente do Bureau of Subconscious Activities.
- Tonya Cornelisse como Agente Red, uma agente do Bureau of Subconscious Activities.
- Katerina Taxia como Janice, uma merendeira.

## Produção

### Desenvolvimento e elenco
Em 3 de março de 2020, foi anunciado que Jason Momoa estrelaria uma adaptação live-action da série de histórias em quadrinhos Little Nemo in Slumberland de Winsor McCay do diretor Francis Lawrence, com distribuição e produção da Netflix começando no verão daquele mesmo ano. Porém, devido à pandemia de COVID-19, as filmagens do projeto foram adiadas. Em 12 de outubro de 2020, Kyle Chandler se juntou ao elenco do filme, onde Chris O'Dowd e Marlow Barkley já haviam sido confirmados para estrelar. No ano seguinte, em 18 de fevereiro, foram escalados Weruche Opia e India de Beaufort.

### Filmagens
As filmagens começaram em 18 de fevereiro de 2021, em Toronto, e foram concluídas em 19 de maio de 2021.

### Pós-produção
Pinar Toprak compôs a partitura musical. DNEG e Framestore forneceram os efeitos visuais. VFX adicional foi feito por Scanline VFX, Ghost VFX, Important Looking Pirates, Outpost VFX, Rodeo FX, Incessant Rain Studios. e Pinscreen, que fez AI VFX. Os títulos principal e final do filme foram feitos por Imaginary Forces.

## Lançamento
Slumberland foi lançado em 18 de novembro de 2022, pela Netflix. Em sua primeira semana de lançamento, Slumberland foi o quinto programa mais transmitido na semana de 21 a 27 de novembro, acumulando mais de 1 bilhão de minutos visualizados na plataforma.

## Recepção
No site agregador de resenhas Rotten Tomatoes, 40% das 42 resenhas dos críticos são positivas, com uma classificação média de 5,3/10. O consenso do site diz: " Os clássicos quadrinhos Nemo de Winsor McCay são um terreno fértil para o cineasta certo, mas Slumberland abandona o espírito das tiras em favor do espetáculo sem sentido." O Metacritic, que usa uma média ponderada, atribuiu ao filme uma pontuação de 40 em 100, com base em 16 críticos, indicando críticas "mistas ou médias".

## Prêmios
O filme foi indicado a dois prêmios (Melhor Personagem Animado em Filme Fotorreal e Melhor Ambiente Criado em Filme Fotorreal) no 21º Visual Effects Society Awards.